# Campeonato Pernambucano 1990
In 1990 werd het 76ste Campeonato Pernambucano gespeeld voor voetbalclubs uit de Braziliaanse staat Pernambuco. De competitie werd georganiseerd door de FPF en werd gespeeld van 23 januari tot 27 mei. Santa Cruz werd kampioen.

## Eerste toernooi

### Eerste fase

#### Groep A
| Plaats | Club             | Wed. | W | G | V | Saldo | Ptn. |
| ------ | ---------------- | ---- | - | - | - | ----- | ---- |
| 1.     | Santa Cruz       | 7    | 6 | 1 | 0 | 19:1  | 13   |
| 2.     | Sport do Recife  | 7    | 5 | 2 | 0 | 17:4  | 12   |
| 3.     | Central          | 7    | 4 | 1 | 2 | 12:8  | 9    |
| 4.     | Náutico          | 7    | 4 | 1 | 2 | 11:7  | 9    |
| 5.     | Estudantes       | 7    | 3 | 0 | 4 | 6:10  | 6    |
| 6.     | Santo Amaro      | 7    | 1 | 2 | 4 | 4:11  | 4    |
| 7.     | Sete de Setembro | 7    | 1 | 1 | 5 | 5:18  | 3    |
| 8.     | América          | 7    | 0 | 0 | 7 | 2:17  | 0    |

|  | Naar finale eerste toernooi |
|  | Naar groep B in tweede fase |

#### Groep B
| Plaats | Club                  | Wed. | W | G | V | Saldo | Ptn. |
| ------ | --------------------- | ---- | - | - | - | ----- | ---- |
| 1.     | Paulistano            | 3    | 2 | 1 | 0 | 4:2   | 5    |
| 2.     | Atlético Caruaru      | 3    | 1 | 1 | 1 | 3:3   | 3    |
| 3.     | Ferroviário do Recife | 3    | 1 | 0 | 2 | 4:4   | 2    |
| 4.     | Íbis                  | 3    | 1 | 0 | 2 | 3:5   | 2    |

|  | Naar groep A in tweede fase |

### Tweede fase

#### Groep A
| Plaats | Club             | Wed. | W | G | V | Saldo | Ptn. |
| ------ | ---------------- | ---- | - | - | - | ----- | ---- |
| 1.     | Santa Cruz       | 7    | 7 | 0 | 0 | 16:1  | 14   |
| 2.     | Náutico          | 7    | 5 | 1 | 1 | 12:2  | 11   |
| 3.     | Sport do Recife  | 7    | 4 | 2 | 1 | 21:5  | 10   |
| 4.     | Paulistano       | 7    | 2 | 2 | 3 | 6:10  | 6    |
| 5.     | Estudantes       | 7    | 1 | 2 | 4 | 2:12  | 4    |
| 6.     | Santo Amaro      | 7    | 1 | 2 | 4 | 1:11  | 4    |
| 7.     | Sete de Setembro | 7    | 1 | 2 | 4 | 7:18  | 4    |
| 8.     | Central          | 7    | 0 | 3 | 4 | 3:9   | 3    |

|  | Naar finale eerste toernooi     |
|  | Naar groep B in tweede toernooi |

#### Groep B
| Plaats | Club                  | Wed. | W | G | V | Saldo | Ptn. |
| ------ | --------------------- | ---- | - | - | - | ----- | ---- |
| 1.     | América               | 3    | 3 | 0 | 0 | 9:1   | 6    |
| 2.     | Atlético Caruaru      | 3    | 1 | 1 | 1 | 2:5   | 3    |
| 3.     | Íbis                  | 3    | 0 | 2 | 1 | 1:3   | 2    |
| 4.     | Ferroviário do Recife | 3    | 0 | 1 | 2 | 1:4   | 1    |

|  | Naar groep A in tweede toernooi |

### Finale
Omdat Santa Cruz beide fases won was er geen finale nodig.

## Tweede toernooi

### Eerste fase

#### Groep A
| Plaats | Club             | Wed. | W | G | V | Saldo | Ptn. |
| ------ | ---------------- | ---- | - | - | - | ----- | ---- |
| 1.     | Santa Cruz       | 7    | 7 | 0 | 0 | 15:2  | 14   |
| 2.     | Náutico          | 7    | 5 | 1 | 1 | 14:3  | 11   |
| 3.     | Sport do Recife  | 7    | 3 | 2 | 2 | 11:7  | 8    |
| 4.     | Santo Amaro      | 7    | 3 | 0 | 4 | 9:8   | 6    |
| 5.     | Paulistano       | 7    | 2 | 2 | 3 | 6:6   | 6    |
| 6.     | Estudantes       | 7    | 2 | 2 | 3 | 6:12  | 6    |
| 7.     | América          | 7    | 1 | 3 | 3 | 11:9  | 5    |
| 8.     | Sete de Stemebro | 7    | 0 | 0 | 7 | 1:26  | 0    |

|  | Naar finale tweede toernooi |
|  | Naar groep B in tweede fase |

#### Groep B
| Plaats | Club                  | Wed. | W | G | V | Saldo | Ptn. |
| ------ | --------------------- | ---- | - | - | - | ----- | ---- |
| 1.     | Central               | 3    | 3 | 0 | 0 | 12:1  | 6    |
| 2.     | Atlético Caruaru      | 3    | 2 | 0 | 1 | 5:3   | 4    |
| 3.     | Íbis                  | 3    | 1 | 0 | 2 | 1:8   | 2    |
| 4.     | Ferroviário do Recife | 3    | 0 | 0 | 3 | 1:7   | 0    |

|  | Naar groep A in tweede fase |

### Tweede fase

#### Groep A
| Plaats | Club            | Wed. | W | G | V | Saldo | Ptn. |
| ------ | --------------- | ---- | - | - | - | ----- | ---- |
| 1.     | Sport do Recife | 7    | 6 | 1 | 0 | 14:5  | 13   |
| 2.     | Náutico         | 7    | 5 | 2 | 0 | 17:3  | 12   |
| 3.     | Santa Cruz      | 7    | 4 | 1 | 2 | 13:7  | 9    |
| 4.     | América         | 7    | 3 | 2 | 2 | 9:10  | 8    |
| 5.     | Paulistano      | 7    | 2 | 2 | 3 | 8:10  | 6    |
| 6.     | Central         | 7    | 2 | 1 | 4 | 6:7   | 5    |
| 7.     | Santo Amaro     | 7    | 1 | 1 | 5 | 3:10  | 3    |
| 8.     | Estudantes      | 7    | 0 | 0 | 7 | 5:23  | 0    |

|  | Naar finale tweede toernooi |

#### Groep B
| Plaats | Club                  | Wed. | W | G | V | Saldo | Ptn. |
| ------ | --------------------- | ---- | - | - | - | ----- | ---- |
| 1.     | Ferroviário do Recife | 3    | 3 | 0 | 0 | 6:2   | 6    |
| 2.     | Sete de Stemebro      | 3    | 2 | 0 | 1 | 6:4   | 4    |
| 3.     | Íbis                  | 3    | 1 | 0 | 2 | 5:5   | 2    |
| 4.     | Atlético Caruaru      | 3    | 0 | 0 | 3 | 4:10  | 0    |

### Finale
|               |            |              |       |  |
| 20 mei Finale | Santa Cruz | 0 – 1 (n.v.) | Sport |  |
| 20 mei Finale |            |              |       |  |

## Finale
|             |                 |       |            |  |
| 23 mei Heen | Sport do Recife | 0 – 1 | Santa Cruz |  |
| 23 mei Heen |                 |       |            |  |

|              |            |       |                 |  |
| 27 mei Terug | Santa Cruz | 0 – 1 | Sport do Recife |  |
| 27 mei Terug |            |       |                 |  |

Er werden nog verlengingen gespeeld die echter geen extra goals opleverden. Santa Cruz werd tot kampioen uitgeroepen door betere prestaties in de reguliere competitie.

## Kampioen
| Campeonato Pernambucano de 1990 |
| Pernambuco                      |
| ------------------------------- |
| SANTA CRUZ Kampioen (21° titel) |